# Jardin Christiane-Desroches-Noblecourt
Le jardin Christiane-Desroches-Noblecourt, anciennement de la place Rodin, est un espace vert du 16e arrondissement de Paris.

## Situation et accès
Le jardin est accessible par le 1, avenue Adrien-Hébrard à Paris.
Il est desservi par la ligne 9 à la station de métro Ranelagh.

## Origine du nom
Il porte le nom de l'archéologue Christiane Desroches Noblecourt (1913-2011) depuis mai 2016. Il portait initialement le nom de « jardin de la place-Rodin », dont il est contigu.

## Historique
Le jardin est créé en 1972.
Il accueille deux tables de ping-pong, deux aires de jeux pour enfants et deux bacs à sable. Pour les adultes s'y trouvent également quatre agrès de sport. Une table de pique-nique et deux points d'eau potable sont par ailleurs mis à disposition.
Le jardin est accessible aux personnes à mobilité réduite sur certaines zones.
Les chiens y sont interdits.
Des hibiscus y sont plantés et fleurissent en été.

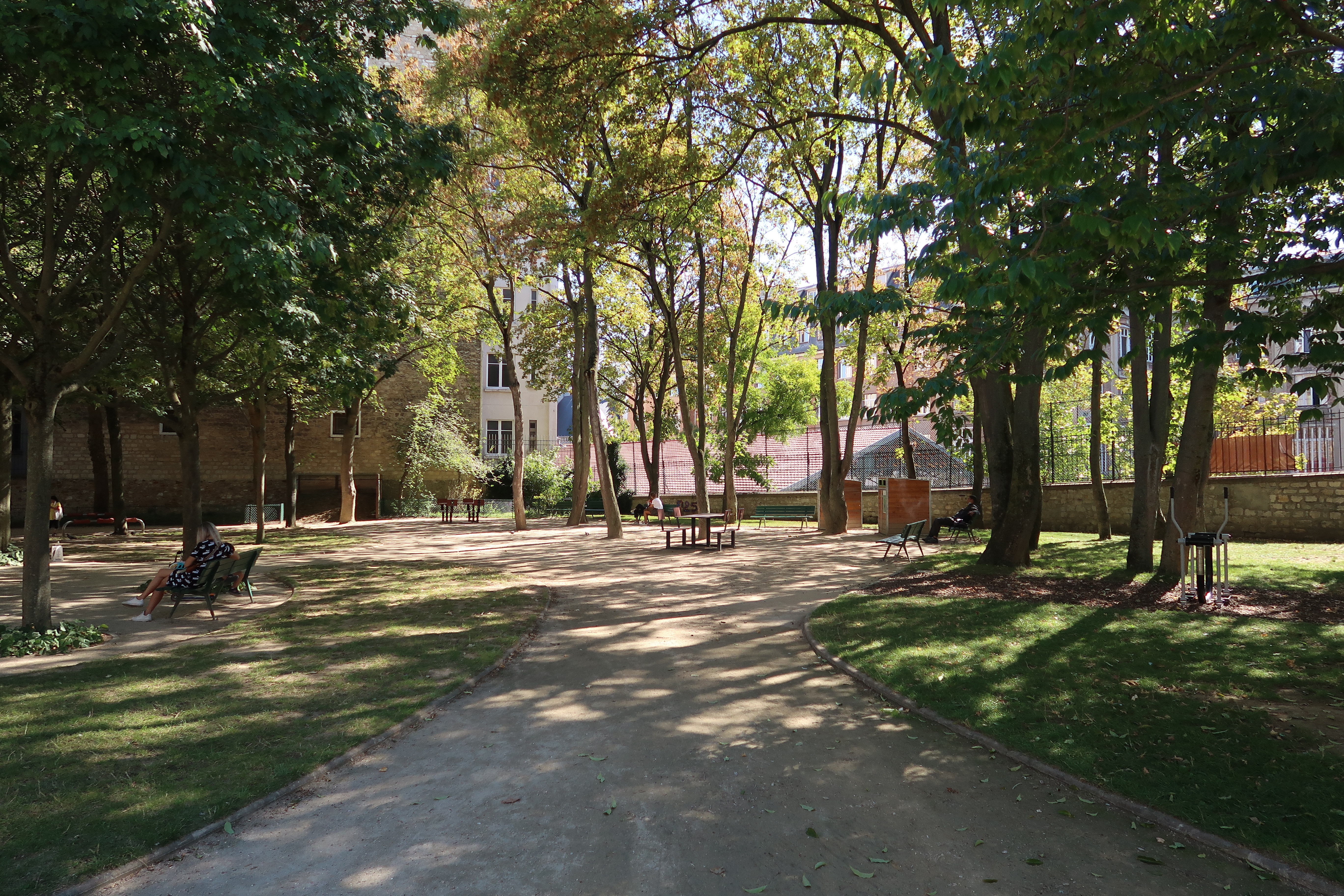
Allée.
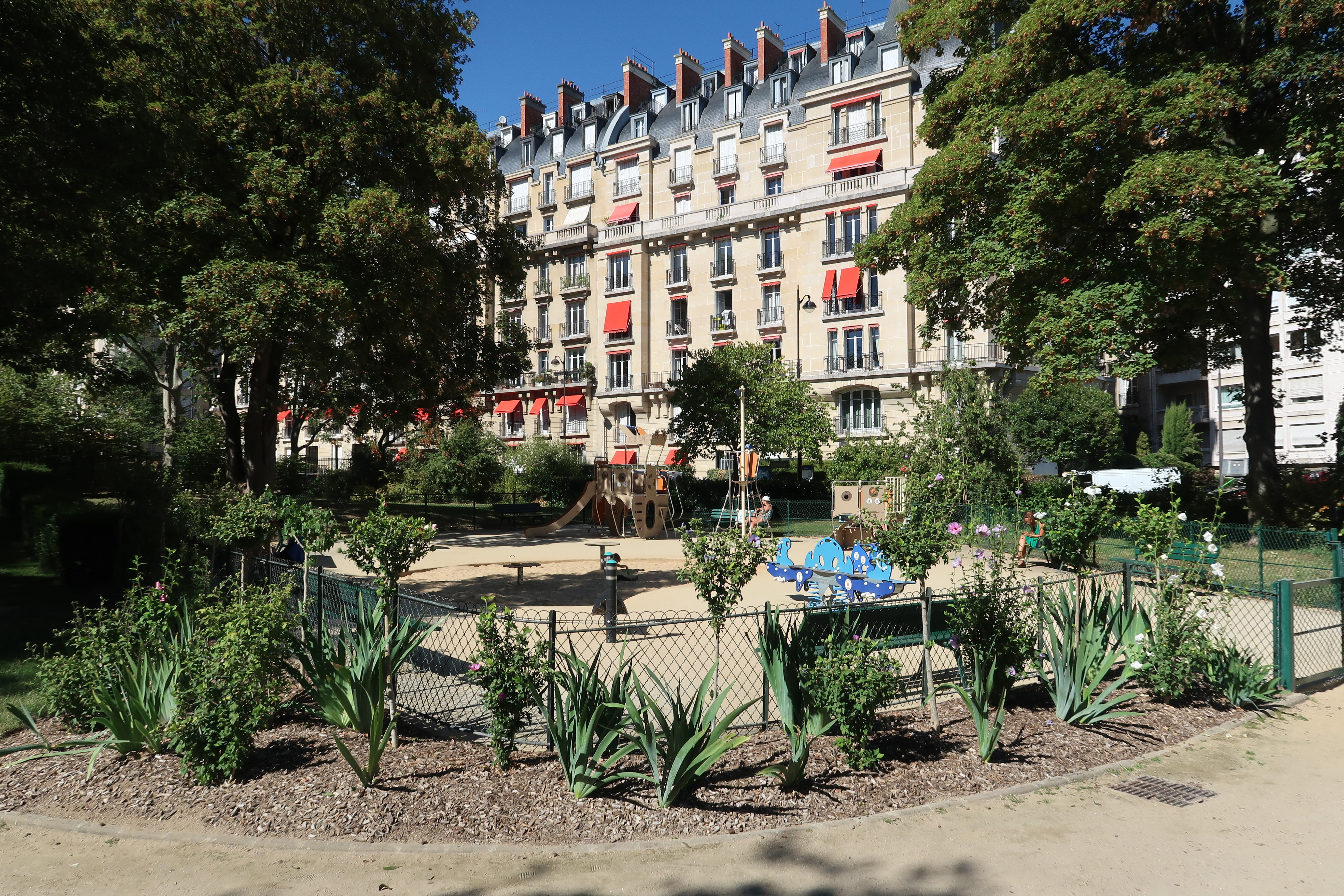
Aire de jeu.
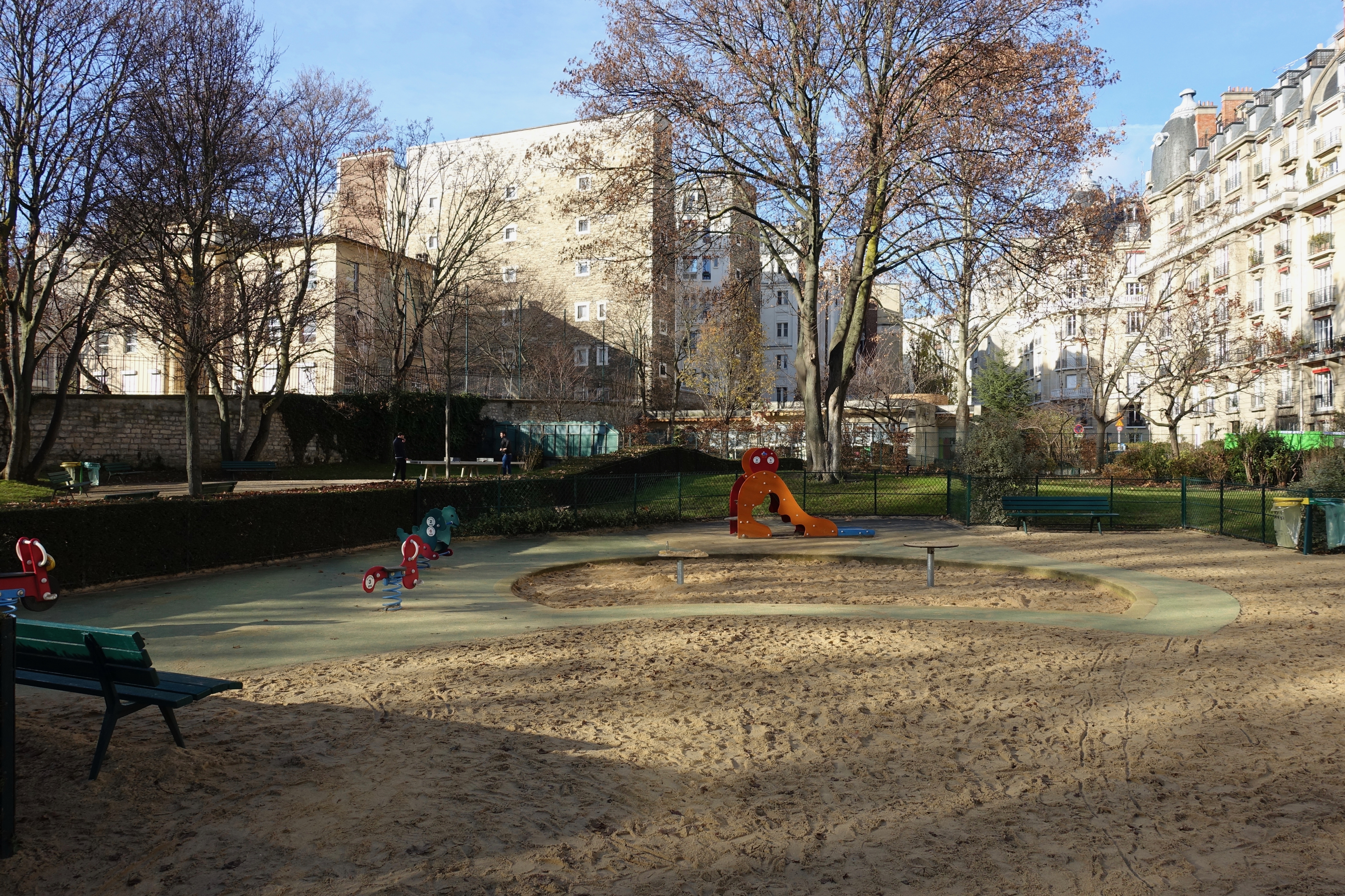
Bac à sable.
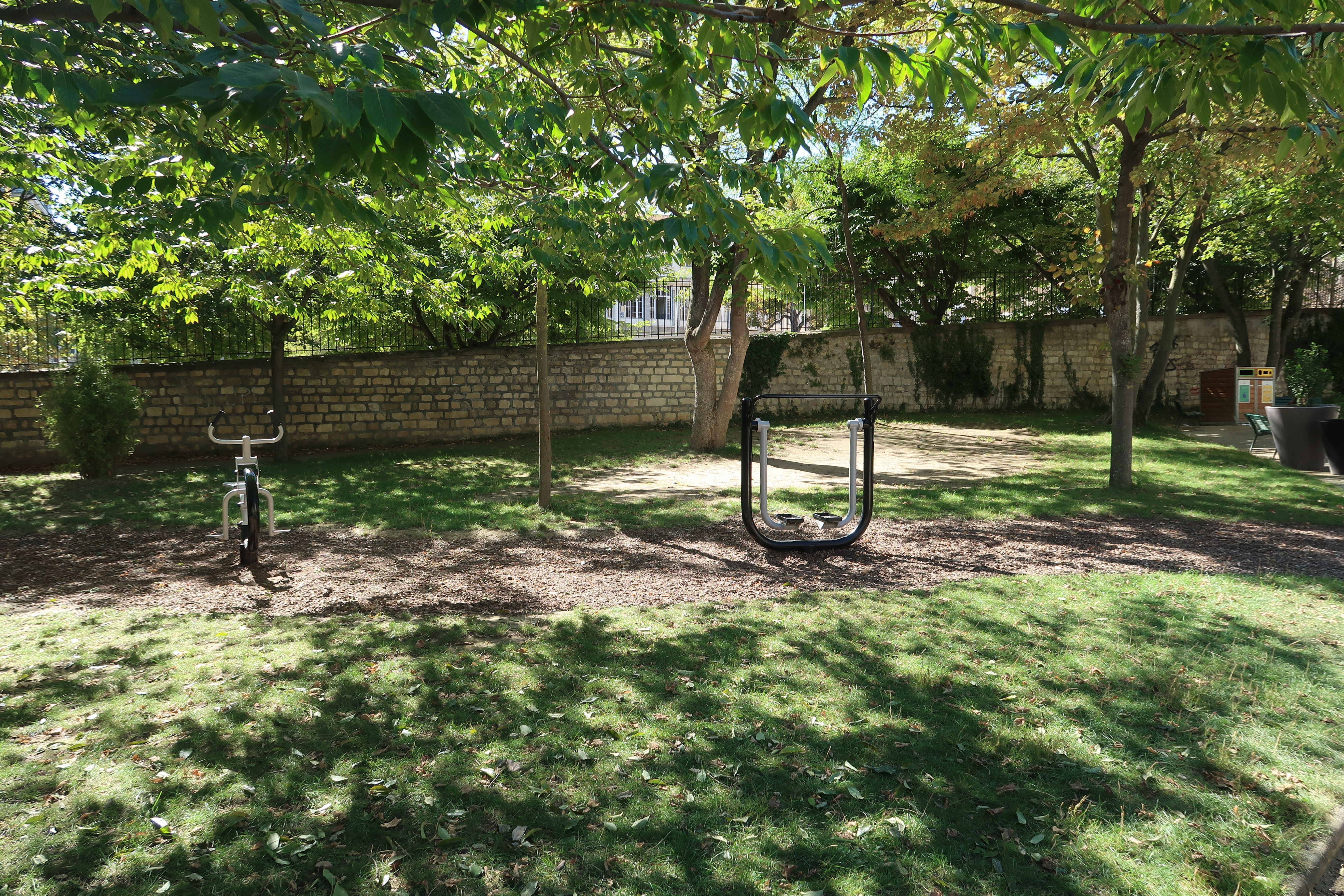
Installations sportives.
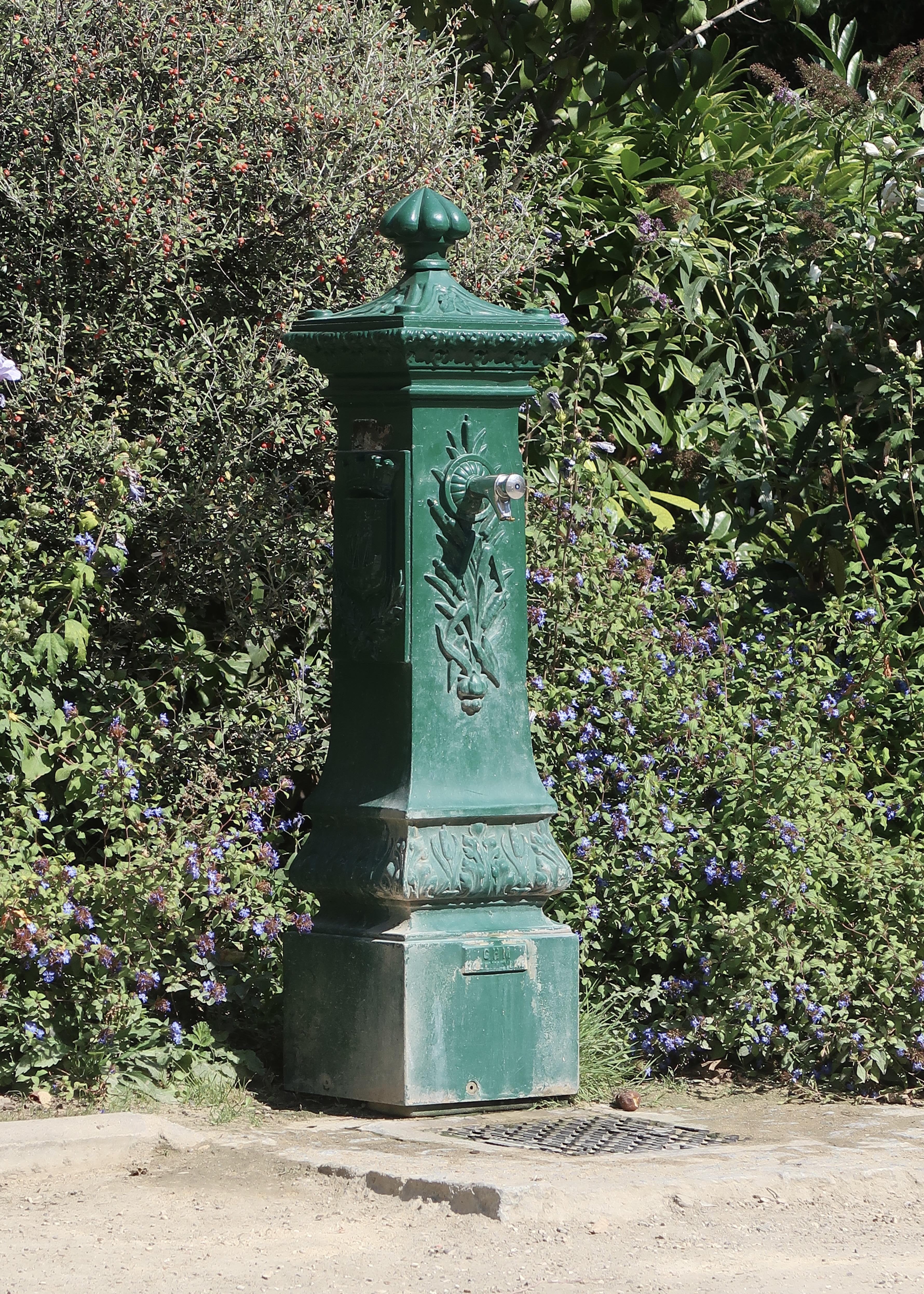
Borne-fontaine.